# Olivier Ordinaire
Pour les articles homonymes, voir Ordinaire.
Olivier Ordinaire (Besançon, 23 mars 1845 - Maizières, 27 février 1914) est un explorateur et diplomate français.

## Biographie
Fils d'un professeur de sciences et alpiniste de Besançon, il est nommé en 1882 Consul de France à Callao. Il voyage alors à travers tout le Pérou et s'y livre à des travaux de géographie, d'ethnographie et de commerce.
En novembre 1883, il réside à la mission du Bon Pasteur, aux environs du confluent Chanchamayo-Paucartambo, pays des Campas.
Après trois années au Pérou, il décide en 1885 de revenir en France par les Andes et le bassin amazonien. Il part ainsi de Lima le 25 juillet, gagne en train Chicla, terminus de la ligne puis joint Ninacaca, franchit la cordillère à 4 350 m d'altitude pour atteindre la Puna.
Il demeure quelques semaines à Tarma et à Jauja puis passe la cordillère par Junín au Huachon proche des 5 000 m, avant de redescendre dans la vallée du Huancabamba. Il traverse ensuite l’épaisse forêt du cerro de Yanachaga (4 novembre) et atteint Puerto Gonzales chez les Campas avec qui il vit près d'un mois.
En pirogue, il se lance ensuite dans la descende du Palcazu et passe au milieu des tribus Carapachos, Cashibo, Conibos et Piros. À la jonction avec le Pachitea, il part le 12 décembre, avec un guide Conibo, un singe nommé Riquet et un chien, Pescador et arrive trois jours plus tard à l'Ucayali.
Il y embarque sur un petit steamer, passe à Nauta où il perd son chien dévoré par les caïmans puis remonte jusqu’à Yurimaguas sur un vapeur brésilien. Il rencontre alors des Jivaros avant d'atteindre Tabatinga.
Le 3 février 1886, il prend le bateau à Para de Belem et joint la France le 9 mars.
Il est nommé en 1903 Consul général de rance à Malaga et meurt à Maizières (Doubs) dont il était maire le 27 février 1914.

## Travaux
- Ascensions dans les Alpes. Le Buet et le mont Blanc, Bulletin C.A.F. section Jura, 1880
- Pérou : une excursion dans le pays des Campas, Le Tour du monde, 1887, p. 321-336
- De Lima à Iquitos par le Palcazu, Bulletin de la Société de géographie, 1890, p. 217
- Du Pacifique à l'Atlantique par les Andes péruviennes et l'Amazone, 1892
- Les anthropophages du Pérou, 1898
- A travers les Pyrénées, 1908
- En Catalogne, 1911